# Yalvaç (district)
Yalvaç is een Turks district in de provincie Isparta en telt 57.004 inwoners (2007). Het district heeft een oppervlakte van 1414,7 km². Hoofdplaats is Yalvaç. In het district ligt de ruïnestad Antiochia Caesarea in Pisidia, een belangrijk handelscentrum in het Romeinse Keizerrijk.
De bevolkingsontwikkeling van het district is weergegeven in onderstaande tabel.
| 1997   | 2000    | 2007   |
| ------ | ------- | ------ |
| 88.819 | 101.628 | 57.004 |